# Gecekondu
Gecekondu (prononcé [ɡe.d͡ʒe.kon.'du], « posé la nuit »), désigne en Turquie une habitation construite sans permis de construire ou, par extension, un quartier entier composé de ce type d’habitation. 

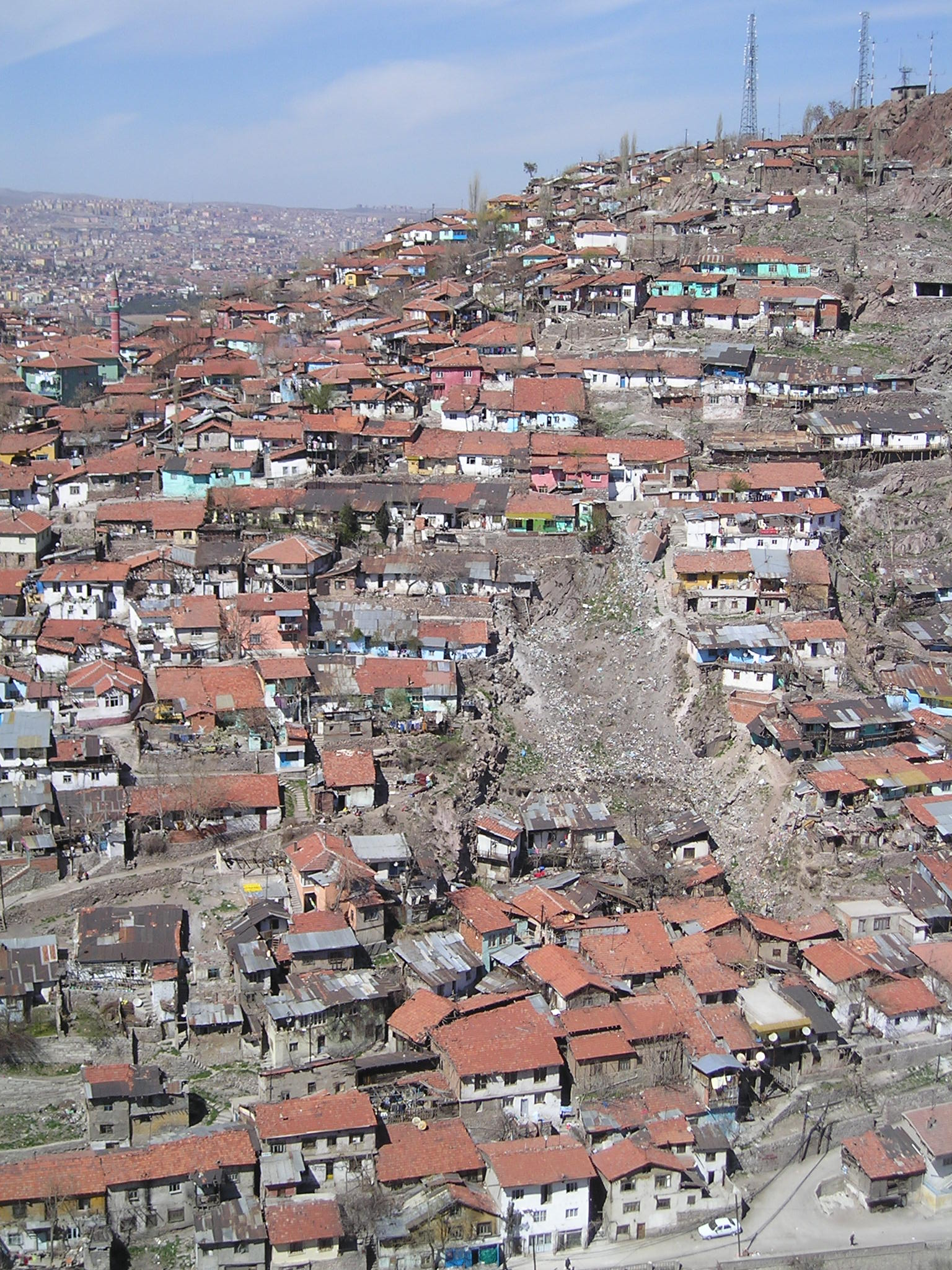
Un quartier gecekondu à Ankara en 2004

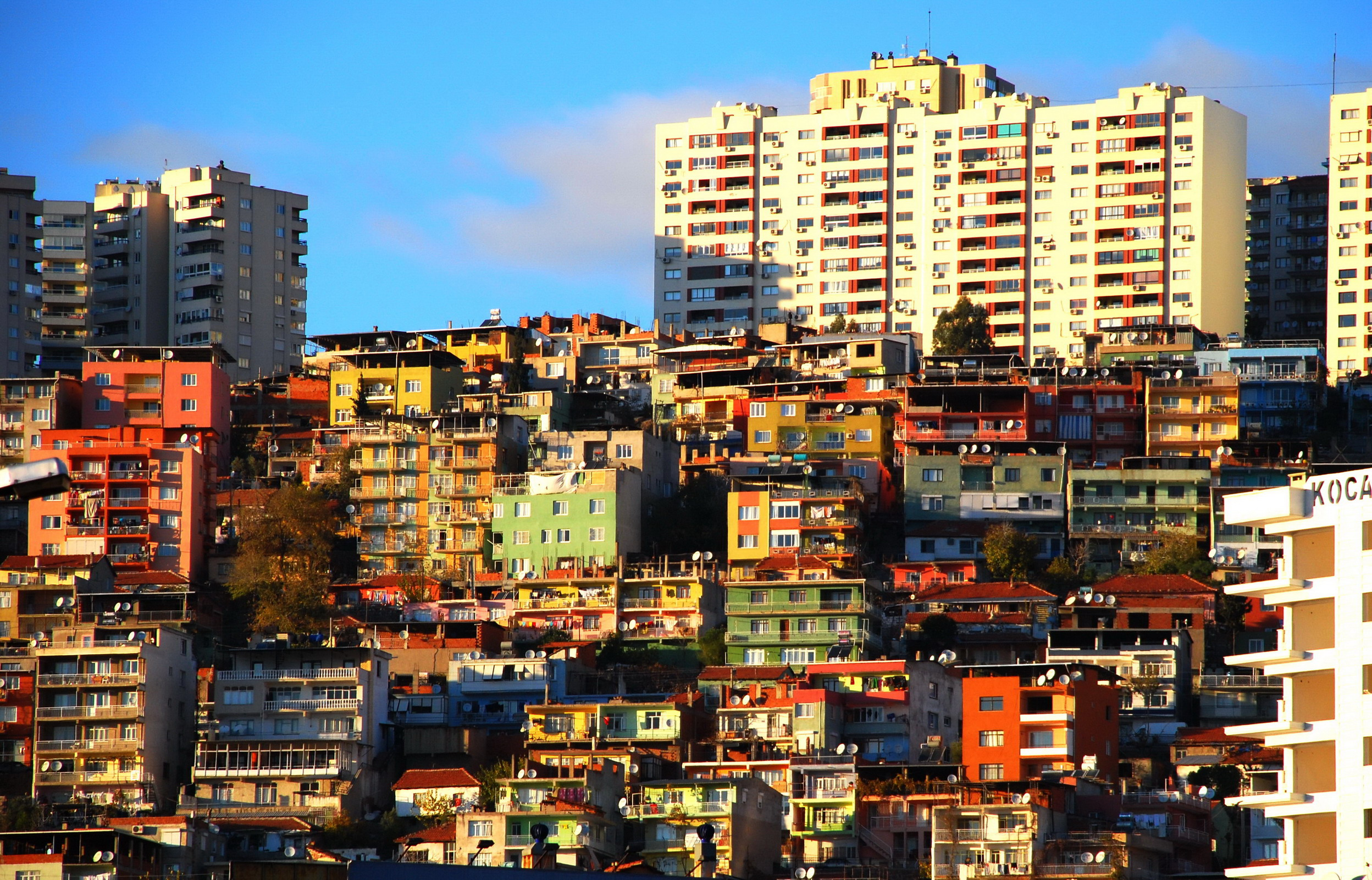
Un quartier gecekondu à Izmir en 2008

Par leur niveau d'insalubrité, de non-respect des normes architecturales ou paysagères, la plupart des gecekondu se rapprochent de bidonvilles. Cependant, des quartiers gecekondu anciens ont pu aboutir, au fil du temps, à un habitat relativement proche des quartiers conventionnels, par leur aspect ou leur développement.
Une partie non négligeable de la ville d’Istanbul aurait ainsi été construite sans permis. Ce type d'habitat est fréquent dans les villes turques et il est sujet de lutte par le Ministère de l'environnement et de l'urbanisme (Turquie) chargé du renouvellement urbain,.